# Burmesische Badmintonmeisterschaft 1949
Die Burmesische Badmintonmeisterschaft 1949 fand in Rangun statt. Es war die erste Auflage der nationalen Titelkämpfe von Myanmar (Burma) im Badminton.	

## Titelträger
| Disziplin    | Sieger              |
| ------------ | ------------------- |
| Herreneinzel | Kyaw Than           |
| Dameneinzel  | nicht ausgetragen   |
| Herrendoppel | Kyaw Than Chit Khin |
| Damendoppel  | nicht ausgetragen   |
| Mixed        | Chit Khin Pereira   |